# Pekár Károly
Pekár Károly (Arad, 1869. december 16. – Budapest, 1911. augusztus 20.) filozófiai doktor, főgimnáziumi tanár. Álneve: Pekry Károly volt.

## Élete
Pekár Károly magyar királyi államvasutak üzletvezetője és főfelügyelője, illetve Horváth Anna (Horváth Mihály történetíró unokahúga) fiaként született. Középiskoláit szülővárosában végezte 1887-ben; ezután a budapesti egyetemen négy évig bölcseleti tudományokat hallgatott. Két évig a tanárképző-intézet ösztöndíját élvezte. 1890-ben Az aesthetikai érzések psychologiája című pályamunkával megnyerte az egyetem esztétikai pályadíját. E pályamunka utolsó ötöde mutatványkép megjelent a Philosophiai Szemlében (1891). 1891-ben bölcseletdoktori oklevelet nyert az esztétikából, a magyar irodalomból és a francia filológiából; ugyanezen évben tanári szakvizsgálatot tett a magyar nyelvből és irodalomból és a francia filológiából. 
Az 1891–1892. tanévre ezer forintos ösztöndíjjal Párizsba és Dijonba küldetett ki a francia nyelv és irodalom tanulmányozása végett. Párizsból Londonba is átrándult. 1892–1893-ban önkéntesi évét szolgálta a 33. gyalogezrednél és a tiszti vizsga letétele után tartalékos hadnagy lett ugyanazon ezredben. 1893-ban a lőcsei magyar királyi állami főreáliskolához került helyettes tanárnak. Ez első gyakorlati év után 1894-ben tanári oklevelet nyert. 1896-ban rendes tanárnak nevezték ki ugyancsak a lőcsei állami főreáliskolához. 1898-ban szünidei tornatanító-tanfolyamot végzett és tornatanító-oklevelet szerzett középiskolák felső osztályaira is szóló képesítéssel. 1900-ban részt vett a középiskolai tanárok részére tartott játéktanfolyamon. A lőcsei vívó- és tornaegyesületnek tiszteletbeli tagja, annak évekig művezetője volt a vívásban, újabban a tornázásban is, e mellett számos gyalogtourt rendezett a Szepességen és a szomszédos vármegyékben. Az Uránia magyar tudományos egyesület irodalomtörténeti, nyelv- és széptudományi szakosztályának választott tagja volt. 1903. június 30-tól a társadalomtudományi társaság választmányi tagja. 1904 szeptemberében áthelyezték a budapesti Damjanics utcai VII. ker. főgimnáziumhoz rendes tanárnak. 
Alig 42 évesen hunyt el 1911-ben. 

## Művei

### Folyóiratcikkei
1890-ben a Divat-Salon lírai pályázatán az első díjat nyerte: hanyatló ifjúkor c. versével és a díjat a Reviczky síremlékére adományozta. 1891-től aesthetikai, pszichológiai cikkeket írt belföldi és külföldi folyóiratokba s költeményeket Pekry Károly névvel a fővárosi és vidéki lapokba.
Cikkei a következő lapokban és folyóiratokban: Aradi Közlöny (1892. Párisi írók szalonjaiban, 1894. ford. francziából, 1895. Az aesthetikáról, 1897. okt. A hasonlító, alakító és személyesítő képzetkapcsolás aesthetikai szerepéről); Athenaeum (1895. Új eredmények a physiologiai aesthetikában: Az astigmatismus aesthetikai értékesítése; A centralis látás aesthetikai értékesítése, Az aesthetikai érzések psychologiája, 1896. Az élet új elméletéről, 1897. A nő társadalmi függetlensége, A hangulatváltozásokról, Az egyéni alaphangulatról, 1897. A nő társadalmi függetlenségének természetes jogczímei, 1899. Dantec újabb munkája, Adalékok a positiv psychologiához: Az agypályák kifejlődése az állati sorban, Edinger után, Az idegsejtek alaktana, 1900. Az átöröklés és a nemi külömbség biochemiai elmélete, A serdülés társadalmi szerepe Marro szerint, 1901. Új adalék megismerésünk subjectiv elemeihez, 1902. A csillagingás és a vele kapcsolatos mozgásfelfogásbeli hibák, Színes felületek nagyságának megbecsülése és könyvismertetések, 1903. Tapasztalataink felhasználásának pszychologiája, Az ujabb socialismus kritikája Leroy-Beaulieutől); Orsz. Középiskolai Tanáregylet Közlönye (1895-1896. Franczia nyelvi rhetorikai, verstani és beszédgyakorlatbeli oktatás a VI. és VII. osztályban); a Revue Philosophiqueben (Páris, 1895. Astigmatisme et esthétique, 1897. La vision centrale et l'esthétique); a Revue Scientifiqueben (Páris, 1897. A propos du systeme décimal appliqué a la mesure du temps, 1898. L'influence du mileu géographique sur le type ethnique); a Le Naturalisteban (Páris, 1899. Traces des anciens glaciers d'une période antérieure dans la Haut-Tatra); Tornaügy (1899. A tornaterem burkolata érdekében); Szepesi Lapok (1899. Barangolás a Felső-Vág mentében, Ünnepi beszéd Erzsébet királyné emlékezetére, 1902. A magyar nemzeti szépről, 1902. Lőcsei tudományos és irodalmi összejövetelek, 1903. Libros liberate, Kerületi tornaverseny Lőcsén, A női kézimunka jelenéről és jövőjéről, 1904. Még egy szó a Hain Gáspár krónikájáról és sok egyébről); Huszadik Század (1900. Az olasz bűnügytudományi elméletek, 1901. Újabb költészetünk törekvése mélyebb társadalmi tartalomra, 1902. A XIX. század társadalomfilozófiai termése, 1903. A tragikum psychologiája, Az idegrendszer alapműködése, A politikai tudományok szabad iskolája Párisban); Havi Szemle (1901. A színes hallásról és a színes egyéniségekről, 1902. A filozófiai gondolkodás első nyomai Kelet ókori népeinél, Apróságok az újabb psychologia köréből, 1903. Herbert Spencer és az emberiség); Uránia (1904. Az emberi agyvelő szerepe az ember fejlődésében, Tengerjárás); Történelmi Tár (1904. Kivonatos szepességi egyházi krónika); M. Nyelvőr (1902. Meghonosodott szó nem idegen szó, A meghonosodott szavakról, Meghonosodott szók helyesírása, 1903. Magyar ritmus, magyar szó); M. Paedagogia (1903. A kisérleti psychologia a paedagogia szolgálatában); Budapesti Hirlap (1903. júl. 11. Spencer Herbert psychológiája, aug. 25. A népek szellemi érintkezése, 1904. máj. 8. Újabb mimicry-példák az imádkozó sáskák köréből); Akadémiai Értesítő (1903. Az oki kapcsolat eredetéről, magyar őstörténeti vonatkozások felhasználásával, a m. tudom. akadémiában márcz. 9 tartott előadásból kivonat); Uránia (1902. Philosophia, philosophia-történet, A régi görög templomok finom görbéiről); a Művészetben (1903. A festészet aesthetikája); az Irodalomtörténeti Közleményekben (1903. Az Ali basa házasulásáról és a haláláról szóló históriás énekről); Magyar Filozófiai Társaság Közleményei, Képes Családi Lapok (1891-92), Pesti Napló sat. Költemények: Aradi Közlöny, Divat-Salon, Ifjú Magyarország, Egyetemi Lapok Ország-Világ (1894-től), Fővárosi Lapok Debreczeni Ellenőr, Jókai, Szepesi Lapok, Aradi Hétfői Ujság, Havi Szemle. Négy alkalommal a Kisfaludy-Társaságban is felolvastak tőle (Örökélet, Musset-fordítások, Párisi emlékek, Villon-fordítások).

### Önálló művei
- Riza nótája. Arad, 1890
- Hanyatló ifjúkor. Ugyanott, 1891 (A Divat-Salon pályázatán első díjat nyert költemény.)
- Az aesthetikai érzések psychologiája. Budapest, 1891 (A budapesti egyetem által jutalmazott pályamunka. Különnyomat a Philosophiai Szemléből.)
- Lux perpetuae. Arad, 1892
- Villon verseiből. Uo. 1892 (Felolvasták a Kisfaludy-Társaságban.)
- Csiky Gergely emlékezete. Szavalta Somló Sándor a Kölcsey-egylet Csiky-ünnepén Aradon 1892. nov. 17. Uo. 1892. (Költ.)
- Antik romok visszhangjai. A belvederi Apollo Graecia. Uo. 1893
- Honvédelmi emléknapra 1893. okt. 6. Uo. 1893
- Párisi emlékek. Medici Mária kútjánál. A luxemburgi kert egyik padján. (Felolvastatott a Kisfaludy-Társaságban.) Mater dolorosa. A párisi börze látásakor. Uo. 1894. (Költemények. Ism. Vasárnapi Ujság 23. sz.)
- Az örökkévalóság énekei. Uo. 1894
- Az Ezredévre. Carmen Millenare. Uo. 1896 (Az 1., 2., 4-11., 16. számú munkák Pekry Károly álnévvel jelentek meg.)
- Le Dantec új elmélete az életről. Ismerteti ... Uo. 1896 (Különny. az Aethenaeumból.).
- Explication des figures dites anormales dans la pluripartition indirecte du noyau. D'apres les recherches de ill. le Dr. Edmond Krompecher. Paris, 1897. (Különnyomat a Journal de l'Anatomie et de la Physiologie normales et pathologques de l'homme et des animaux-ból, öt rajzzal).
- Positiv aesthetika. (Physiologiai s psychologiai aesthetika. Az aesthetikai érzések psychophysiologiája). Bpest, 1897. Öt ábrával. (Melynek kiadását a m. tudom. akadémia 500 frtnyi összeggel segítette s 1898-ban a marczibányi 50 arany mellékjutalommal tüntette ki. A m. k. vallás- és közoktatási miniszterium is 200 koronával segítette. Ism. Budap. Napló 1898. 80. sz., Egyetértés 16. sz., Erdélyi Múzeum, Irodalmi Tájékoztató, M. Hirlap jan. 9., M. Kritika 9. sz., M. Paedagogia, M. Szemle, Pester Lloyd márcz. 13., Vasárnapi Ujság jan. 23., Revue Critique, Revue Philosophique 1899.)
- Pierre Corneille. Le Cid. Magyarázta. Uo. 1901. Szerző arczk. (Franczia Könyvtár 10. Ism. Orsz. Középisk. Tanáregylet Közlönye 1900-1901.)
- Századok útján. Álmok. Uo. 1900. (Költemények. Ism. M. Hirlap, Vasárnapi Ujság 3. sz., M. Kritika, Uj Idők 51. sz., Budapesti Hirlap 27. sz. sat.)
- Darwin és Spencer. Kép az emberi gondolkodás történetéből. Uo. 1902. (Különny. a M. Filoz. Társaság Közleményeiből)
- A filozófia története. Az emberi gondolkodás története. Uo. 1902. (Időtáblával, fejlődéstáblákkal. Ism. M. Paedagogia, M. Philos. Társ. Közleményei, Vasárn. Ujság, Ország-Világ, Revue Philosophique 1902, Huszadik Század 1904.).
- Pierre Corneille: Horace. Magyarázta. Uo. 1902. (Franczia Könyvtár)
- Spencer Herbert synthetikus philosophiájának kivonata. Írta Collino F. Howard, Spencer Herbert előszavával. Az ötödik angol kiadásból ford. dr. Jászi Oszkár, dr. Pekár Károly, dr. Somlyó Bódog és dr. Vámbéry Rusztem. Dr. Pekár Károly életrajzi bevezetésével. Uo. 1903. (Ism. Budap. Szemle CXIX.)
- Jamniki Péter szepességi ötvösmester a XIV. században. Igló, 1903. (Különny. a Szepesi Lapokból)
- Előhang, a kórházi ingyen ágy javára rendezett előadáshoz. (Elmondja a jótékonyság nemtője.) Lőcse, 1904. (Különnyomat a Szepesi Hirnöktől. Előadták a lőcsei színházban.)
- A magyar nemzeti szépről (Bp., 1906)
- Magyar kultúra (sajtó alá rendezte P. K. életrajzával Morvay Győző, Bp., 1916)